# Старотавларово
Старотавла́рово (рос. Старотавларово, башк. Иҫке Таулар) — село у складі Буздяцького району Башкортостану, Росія. Адміністративний центр Тавларовської сільської ради.
Населення — 737 осіб (2010; 810 у 2002).
Національний склад:
- татари — 76 %

## Уродженці
- Гатаулліна Ліра Даянівна (1926—2003) — радянський педіатр, доктор медичних наук, професор, заслужений діяч науки Башкирської АРСР.